# 栗色粗格粒螺
栗色粗格粒螺（学名：Inella innotabilis）为左錐螺科格粒螺屬下的一个种。